# Chapelle de Châteauvieux
La chapelle de Châteauvieux est un édifice religieux catholique, situé à Féternes en Haute-Savoie.

## Historique
L'édifice, placé sous le patronage de Notre-Dame-de-l'Assomption , est construit au XIIIe siècle à proximité du château de Féternes (1,5 km à l'ouest du centre) et dépendait de l'abbaye d'Abondance.
En tant qu'église paroissiale, elle a été remplacée en 1855 par un nouvel édifice, toujours dédié à Notre-Dame-de-l'Assomption.

## L'édifice en 2013
En 2013, un projet de nouveaux vitraux a été présenté.

## Le tilleul de la place

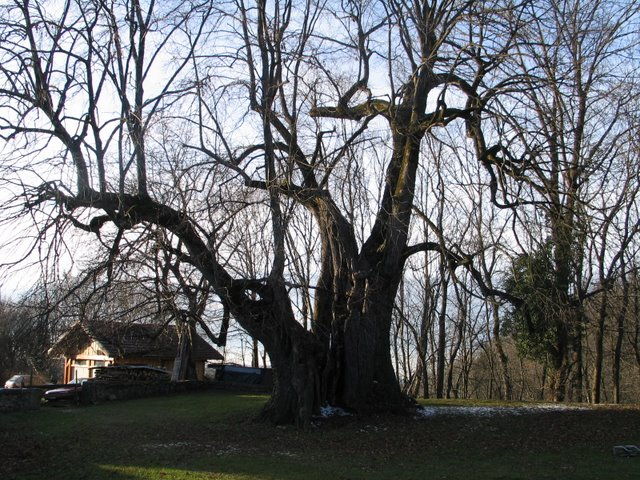
Le tilleul de Féternes en décembre 2007

La chapelle est située sur une place où se trouve le tilleul de Féternes, labellisé arbre remarquable de France en 2000. Il mesure 10,2 m de pourtour à 1,3 m du sol, pour environ vingt mètres de hauteur.